# Antoni Peña Picó
Antoni Peña Picó és un atleta mallorquí de marató nascut el 26 d'agost de 1970 a Felanitx. Fou olímpic en els Jocs Olímpics d'Estiu de 2004. Actualment és entrenador personal.

## Palmarès
- Ha corregut sis maratons per sota de les dues hores i deu minuts.
- Ha estat cinc vegades campió d'Espanya (una vegada en gran fons, tres en mitja marató i una en marató) i manté la plusmarca espanyola sub'23 des de 1992, en què guanyà la marató de Sant Sebastià amb una marca de 2 hores 11 minuts 35 segons.
- Ha corregut 18 maratons

| Data       | Lloc          | Posició | Marca   |
| ---------- | ------------- | ------- | ------- |
| 17-04-2005 | Londres       | 12      | 2h14.31 |
| 29-08-2004 | Atenes        | 18      | 2h16.38 |
| 27-03-2004 | Xiamen        | 6       | 2h13.16 |
| 07-12-2003 | Fukuoka       | 4       | 2h08.10 |
| 02-03-2003 | Otsu          | 2       | 2h07.59 |
| 20-10-2002 | Amsterdam     | 4       | 2h08.08 |
| 03-03-2002 | Otsu          | 14      | 2h13.01 |
| 03-08-2001 | Edmonton      | 24      | 2h23.29 |
| 04-03-2001 | Otsu          | 1       | 2h07.34 |
| 10-09-2000 | Berlín        | 2       | 2h07.47 |
| 16-04-2000 | Rotterdam     | 5       | 2h08.59 |
| 05-12-1999 | Calvià        | 1       | 2h15.19 |
| 22-08-1998 | Budapest      | 6       | 2h13.53 |
| 26-10-1997 | Sama Langreo  | 1       | 2h10.49 |
| 12-11-1995 | Nova York     | 12      | 2h13.39 |
| 14-08-1994 | Hèlsinki      | 32      | 2h17.19 |
| 31-10-1993 | Sant Sebastià | 19      | 2h13.06 |
| 11-10-1992 | Sant Sebastià | 1       | 2h11.35 |

## Curiositats
- Un poliesportiu de Portocolom duu el seu nom.
- Fou regidor de l'Ajuntament de Felanitx, elegit com a cap de llista d'Unió Mallorquina el 27 de maig de 2007. Entre els anys 2007 i 2010 fou Director de l'Escola Balear de l'Esport.